# فيفا 2000

ظهور اللغة العبرية للعبة فيفا 2000

فيفا 2000 (بالإنجليزية: FIFA 2000)‏ ، وتسمى في القارة الأمريكية فيفا 2000:الدوري الأمريكي لكرة القدم (FIFA 2000: Major League Soccer) ، وتسمى في أوروبا فيفا 2000: الدوري الأوروبي لكرة القدم (FIFA 2000: Europa League Soccer) ، هي لعبة فيديو إلكترونية من نوع رياضة كرة القدم، طورها شركة إي آيه كندا ، صدرت في السوق سنة 1999م، وتعمل لأنظمة بلاي ستيشن وجيم بوي كولر ونظام ويندوز.   

## اللغات المتوفرة
وفرت لعبة فيفا 2000 اللغات الأوروبية وخارج أوروبا والتي تشمل الإنجليزية والألمانية والإسبانية والإيطالية واليونانية والعبرية   والبرتغالية البرازيلية.